# (17039) Yeuseyenka
(17039) Yeuseyenka est un astéroïde de la ceinture principale.

## Description
(17039) Yeuseyenka est un astéroïde de la ceinture principale. Il fut découvert le 19 mars 1999 à Socorro (Nouveau-Mexique) par LINEAR. Il présente une orbite caractérisée par un demi-grand axe de 2,75 UA, une excentricité de 0,04 et une inclinaison de 5,0° par rapport à l'écliptique.

## Compléments